# Bretschneidera sinensis
Espèce
Synonymes
- Bretschneidera yunshanensis Chun & F.C.How[2]

Statut de conservation UICN

 EN A1cd : En danger
Bretschneidera sinensis est une espèce de plantes du genre Bretschneidera de la famille des Akaniaceae.
C'est la seule espèce du genre Bretschneidera et c'est une espèce rare.

## Description
Cet arbre est haut de 10 à 20 m. Il présente de grandes inflorescences.

## Habitat
On le trouve dans le sud et l'est de la Chine, à Taïwan, dans le nord de la Thaïlande et dans le nord du Viêt Nam.
Bretschneidera sinensis est répertorié comme en danger sur la liste rouge de l'UICN
En raison de sa découverte relativement récente à Taïwan et en Thaïlande, il est possible qu'on la trouve également au Laos et dans le nord du Myanmar.
Elle a été dénommée en l'honneur d'Emil Bretschneider.